# No One
"No One" – piosenka R&B/soul skomponowana przez Alicię Keys, Dirrty Harry'ego i Kerry'ego Brothersa Jr. na trzeci studyjny album Keys zatytułowany As I Am (2007). Utwór wydany jako główny singel, został wyprodukowany przez Keys oraz Brothersa.
W 2008 Keys otrzymała za "No One" dwie nagrody Grammy w kategoriach Best Female R&B Vocal Performance oraz Best R&B Song.

## Informacje o singlu
Piosenkę po raz pierwszy można było usłyszeć już w sierpniu 2007, kiedy to na swojej oficjalnej stronie internetowej oraz fan clubie artystka umieściła fragment kompozycji w najnowszym newsletterze. Utwór wydany został 11 września 2007, natomiast premiera w systemie Airplay odbyła się podczas audycji w radiu WVEE, w Atlancie 29 sierpnia 2007.
"No One" został zaprezentowany publicznie, podczas gali rozdania nagród MTV Video Music Awards 2007. Oficjalne remiksy utworu zostały nagrane wspólnie z Lil' Kim, Cassidym, Damianem Marleyem, Juniorem Reidem, Beenie Manem oraz Kanye Westem.

## Teledysk
Teledysk do singla, wyreżyserowany przez Justina Francisa, miał premierę w stacji BET 24 września 2007. Obraz zadebiutował na 10. pozycji listy 106 and Park tej stacji, aby szybko wspiąć się na szczyt notowania. W stacji muzycznej MTV teledysk miał premierę 4 października 2007 podczas programu TRL.

## Listy utworów i formaty singla
| #                           | Tytuł                                | Czas |
| --------------------------- | ------------------------------------ | ---- |
| Maxi CD Singel              |                                      |      |
| 1.                          | "No One" (Album Version)             | 4:10 |
| 2.                          | "No One" (Curtis Lynch Reggae Remix) | 3:59 |
| 3.                          | "Superwoman" (Live)                  | 4:34 |
| X.                          | "No One" (Video)                     |      |
| 2-Nagraniowy CD Singel      |                                      |      |
| 1.                          | "No One" (Album Version)             | 4:10 |
| 2.                          | "No One" (Curtis Lynch Reggae Remix) | 3:59 |
| Amerykański Promo CD Singel |                                      |      |
| 1.                          | "No One" (Radio Edit Fade)           | 4:06 |

## Pozycje na listach
| Lista przebojów (2007)            | Najwyższa pozycja |
| --------------------------------- | ----------------- |
| Australia ARIA Singles Chart      | 3                 |
| Austria Singles Chart             | 3                 |
| Belgia Singles Chart              | 5                 |
| Hiszpania Singles Chart           | 1                 |
| Holandia Top 40                   | 3                 |
| Finlandia Singles Chart           | 17                |
| Francja Singles Chart             | 5                 |
| Irlandia Singles Chart            | 8                 |
| Kanada Billboard Hot 100          | 2                 |
| Niemcy Singles Chart              | 3                 |
| Nowa Zelandia RIANZ Singles Chart | 2                 |

| Lista przebojów (2007)              | Najwyższa pozycja |
| ----------------------------------- | ----------------- |
| Norwegia Singles Chart              | 8                 |
| Portugalia Singles Chart            | 1                 |
| Szwecja Singles Chart               | 6                 |
| Szwajcaria Singles Chart            | 1                 |
| Włochy Singles Chart                | 2                 |
| UK Singles Chart                    | 6                 |
| USA Billboard Hot 100               | 1                 |
| USA Billboard Hot R&B/Hip-Hop Songs | 1                 |
| USA Billboard Pop 100               | 1                 |
| United World Chart                  | 1                 |